# Xã Pilot Mound, Quận Griggs, Bắc Dakota
Xã Pilot Mound (tiếng Anh: Pilot Mound Township) là một xã thuộc quận Griggs, tiểu bang Bắc Dakota, Hoa Kỳ. Năm 2010, dân số của xã này là 41 người.